# Appana indica
Appana indica är en fjärilsart som beskrevs av Moore 1867. Appana indica ingår i släktet Appana och familjen nattflyn. Inga underarter finns listade i Catalogue of Life.